# Idel-Ural

Idel-Ural en el centro del Distrito Federal del Volga (Privolzhsky).

Idel-Ural (en tártaro: Идел-Урал, en ruso: Идель-Урал) literalmente Volga-Ural es una región histórica en Europa del Este, en lo que hoy es ocupado por Rusia. El nombre significa literalmente Volga-Urales en el idioma tártaro. La variante rusa de uso frecuente es Volgo-Uralye (en ruso: Волго-Уралье) El término Idel-Ural se usa a menudo para designar 6 repúblicas de Rusia de esta región: Bashkortostán, Chuvasia, Mari-El, Mordovia, Tartaristán y Udmurtia, especialmente en la literatura en lengua tártara o en el contexto de lenguas minoritarias.
Idel-Ural está en el centro del Distrito Federal del Volga (Поволжье, Povolzhye). Las principales religiones en la región son el Islam y el cristianismo ortodoxo. 
Antes de ser conquistada por el Zarato de Rusia en el siglo XVI, la región estaba dominada por tribus Urales nativas y una sucesión de imperios turcos, como Volga-Bulgaria, los jázaros, la Horda de Oro y el Kanato de Kazán.